# Pomnik „De revolutionibus” w Toruniu
Pomnik „De revolutionibus” w Toruniu – pomnik znajdujący się pomiędzy siedzibą Rektoratu Uniwersytetu Mikołaja Kopernika a Aulą Uniwersytecką w Toruniu, przy ul. Jurija Gagarina. Pomnik został odsłonięty w 1973 roku, podczas obchodów 500. rocznicy urodzin Mikołaja Kopernika.
Pomnik wykonano z czerwonego piaskowca, pochodzącego z Szydłowca, według projektu prof. Witolda Marciniaka. Pomnik składa się z dwóch bloków kamiennych, ułożonych obok siebie, które swoim kształtem nawiązują do rozłożonej księgi. Na jednym z bloków wykuto napis: DE REVOLUTIONIBUS ORBIUM COELESTIUM (pol. O obrotach ciał niebieskich, tytuł pracy Mikołaja Kopernika zawierający wykład heliocentrycznej budowy wszechświata). Na drugim kamieniu wykuto schematu układu heliocentrycznego.